# Láng Róbert
Láng Róbert (Hódmezővásárhely, 1955. október 5.) magyar üzletember, vitorlázó, síoktató. A Láng Autóalkatrész Kft. alapítója, 1999-től 4 éven át a RIAGH Group igazgató tanácsának a tagja. Az Adriatic Challenge alapító tulajdonosa. Nevéhez fűződik a Balaton legendás zászlóshajója, a Nemere II. felújítása.

## Életrajza
Makón érettségizett. 18 éves kora óta Budapesten él. Előbb számítógépes operátor volt, majd gyógypedagógiai nevelő tanár lett, de foglalkozott szociológiai kutatások lebonyolításával is. Később taxisvállalkozó és síoktató.
1984-ben nyitott egy autójavító műhelyt, majd 1990-ben megalakította a Láng Autóalkatrész céget. A háromfős családi vállalkozást tíz év alatt 300 fős, több milliárdos árbevételű alkatrész-kereskedelmi hálózattá fejlesztette. Az ezredforduló után cégét eladta, ezzel felkerült a 100 leggazdagabb magyar listájára. Tőkéje egy részét a vitorlás üzletágba fektette. 2005-ben Horvátországban megalapította az Adriatic Challenge d.o.o.-t amely a világon elsőként hozott létre méretében és funkciójában egyedülálló, egységes hajó flottát vitorlás versenyek lebonyolítására és bérbe adás céljára. A cég báziskikötői Horvátországban, Biograd na Moruban és Splitben találhatók.

## Családja
Elvált, három gyermek édesapja.

## Sport
Negyvenéves koráig a síelés jelentette számára a kikapcsolódást. Olyannyira szenvedélyévé vált a havas sport, hogy 1984-ben a síoktató vizsgát is letette Ausztriában, s 8 éven át aktív síoktatóként tevékenykedett. 1995-ben a születésnapján lepték meg a barátai egy visszautasíthatatlan ajánlattal: legyen mancsaft, azaz legénységi tag egy vitorlás hajón. Addig unalmas „ülősportnak” tartotta a vitorlázást, ám már az első élmény is annyira adrenalin dús volt, hogy szenvedélyes vitorlázó lett, s azóta, ha csak teheti, szabadidejében a tengereket járja. Emellett a vállalati csapatépítésben is szerepet kapott a vitorlázás.
Elsőként saját menedzsmentjét vitte Görögországba egy hajós túrára, mert a fedélzet remek terep egy úgynevezett „outdoor” tréningre. Vitorlás versenyzőként, 2003-ban az Extra Dry nevű hajójával indult az Atlantic Rally for Cruisers versenyen, amely a világ legnagyobb, óceán átszelő regattája. A 225 hajót felvonultató mezőnyben a 3. helyen végeztek. Rendszeresen versenyez a Balatonon, Nemere II. nevű hajójával.

## Láng Autóalkatrész
A Láng Kereskedelmi és Szolgáltató Betéti társaságot 1990-ben alapította Láng Róbert és Rónai Zsuzsanna. 1991 januárjában a Bt. jogutódjaként alakult meg a Láng Kereskedelmi Kft. A cég fő profilja autóalkatrészek importja, nagy- és kiskereskedelme volt.
A vállalkozás ötletét az adta, hogy a családi autójavító műhelyben sokszor hónapokig tartott az alkatrészek beszerzése. Láng Róbert felismerte, hogy van igény egy olyan vállalkozásra, amelyik a rendszerváltás nyomán tömegesen beáramló nyugati autók alkatrészigényét szolgálja, az akkoriban szokatlanul rövid, 48 órás szállítási határidővel.
A cég háromfős „garázsüzletként” indult, s néhány év alatt háromszáz alkalmazottat foglalkoztató, több milliárdos árbevételű vállalattá fejlődött. 1998-ban a Goldman Sachs Inc. és a Forma 1-ben is érdekelt CVC Capital Partners, az alkatrész piac egyik multinacionális szereplője ajánlatot tett az üzletre. Mivel a külföldi tőzsdei bevezetés is szóba került, 19 hónapi tárgyalás után Láng Róbert első körben csak a tulajdon 51 százalékát engedte át a vevőnek.
A tranzakció nyomán a Láng Kft. szervesen hozzákapcsolódott az Európa nyolc országában jelenlévő RHIAG Group nemzetközi csoporthoz. Láng Róbert 1999-től 4 éven át az Igazgatótanács tagjaként részt vett a csoport irányításában is. Miután a tőzsdére lépés lekerült a napirendről Láng Róbert 2004-ben a kisebbségi tulajdonrészét is eladta, s az értékesítés révén bekerült Magyarország 100 leggazdagabb embere közé.

## Adriatic Challenge[6]
Az Adriatic Challenge elsők között volt a világon, amely nagy számú (20 db) vitorlásból álló egységes hajóflottával (One Design) rendelkezett. Tematikus versenyeket, csapatépítő tréningeket, tengeri nyaralásokat kínál a cég négy üzletága:
- Verseny szervezés és lebonyolítás
- Hajó bérbeadás
- Hajó értékesítés
- Hajók szervizelése és fenntartása[6]

Láng Róbert 2004-ben döntött úgy, hogy attól fogva a szenvedélye egyúttal a munkája is lesz, vagyis vitorlás vállalkozást indít. Vállalkozása kezdettől egységesen felszerelt, egyforma hajókból álló flottát kínált, ami a hagyományos hajóbérlés és a vállalati tréningek mellett a regatták szempontjából is ideális. Az első 20 Bavaria 42 Match hajót, 4 millió eurós befektetéssel 2004 decemberében rendelték meg. Ám már a bemutatkozó szezonban kiderült, hogy a vadonatúj hajók típushibásak. 2005. április 25-én a VII. Mira Mare Kupán sajnálatos baleset történt. Az egyik hajó tőkesúlya anyaghiba miatt leszakadt, a vitorlás felborult, s az egyik vitorlázó életét vesztette. Az egész flottát átvizsgálták, de a helyzetet csak 4 évi jogi procedúra után sikerült megegyezéssel lezárni. A vizsgálat idején nem volt árbevétel, csak a fokozott költségek jelentkeztek. Ezt az időszakot Láng Róbert tartalékaiból élte túl a vállalkozás. Az Adriatic Challenge új flottát vásárolt. Majd 2008-ban a Bavaria Yachtbau vitorláshajóinak kizárólagos forgalmazója lett Horvátországban, Szerbiában, Montenegróban és Albániában.
A cég profiljai közül a regatták szervezése tekinthető alaptevékenységnek. A térség egyik vezető regatta szervezőjeként, versenyek komplett lebonyolítását vállalják, a professzionális nemzeti bajnokságoktól kezdve a fun regattákig. Korábban a közép-európai kontinentális országok tengeri versenyei vitték a prímet, újabban egyre jelentősebb az úgynevezett, üzleti regatták (Business Cup) szerepe. A regatták lényegében kitöltik a tavaszi és az őszi szezont, míg a nyár a hajóbérbeadás (charter) üzletágé. A saját flotta bérbeadása mellett, mások tulajdonában lévő hajók hasznosítását is végzik bérbeadáson keresztül (Charter Management).
A Jelenlegi „One Design” flotta: 
- 10 db Bavaria 42 Match
- 10 db Bavaria 40 S
- 10 db Bavaria 41S[6]

## Nemere II.[10]

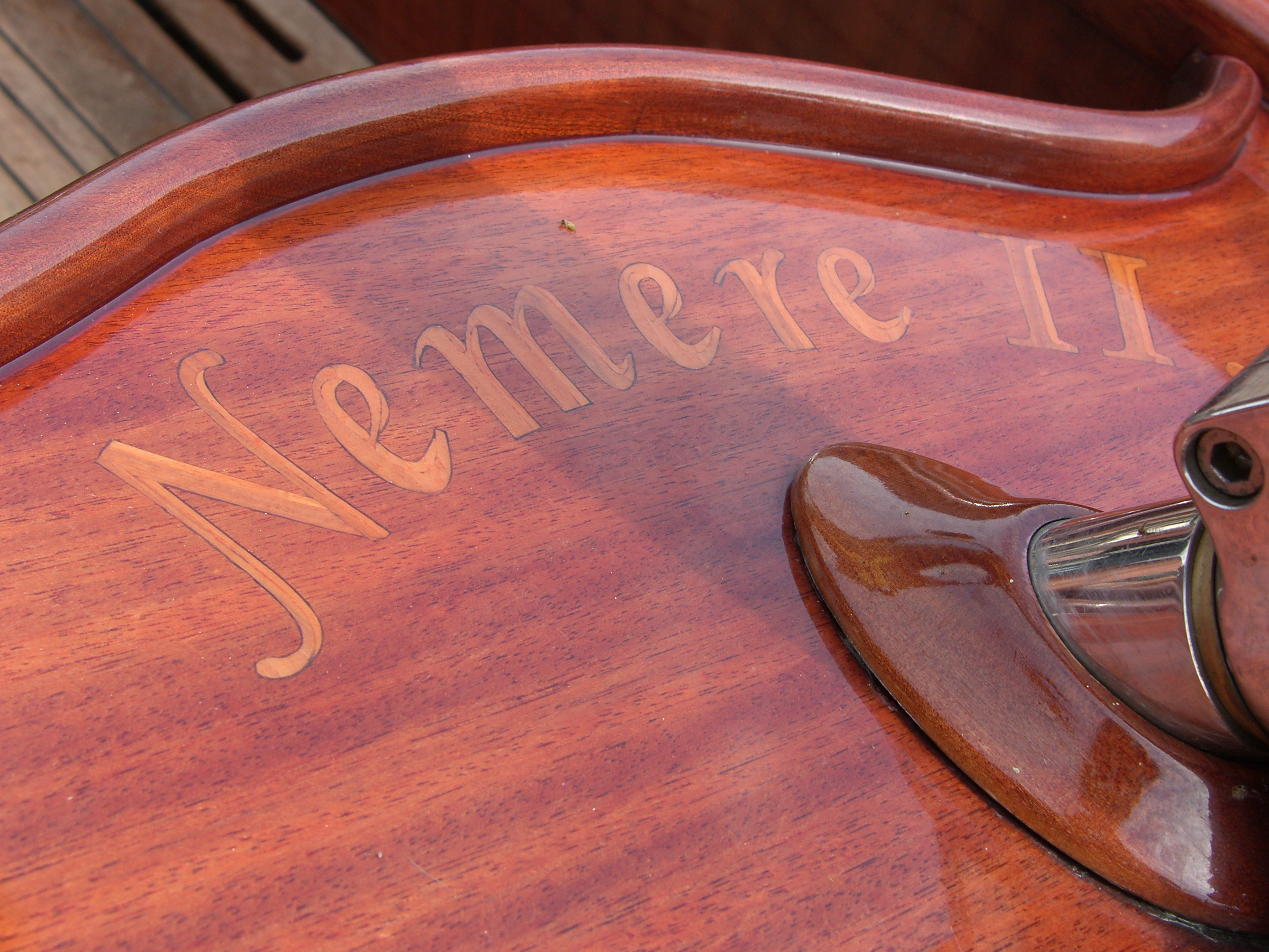
A felújított Nemere II. neve az Intarziával díszített fedélzetén

Láng Róbert 1998-ban megvásárolta a Magyar Vitorlás Szövetségtől a kilencvenes évek közepén leromlott állapotban partra tett Nemere II. cirkálót. A legendás hajót már csak a teljes újjáépítés menthette meg, ám erre a szövetségnek nem voltak anyagi erőforrásai. Láng Róbert a hajót eredeti formában építette újjá, s 2000. július 6-án bocsátotta vízre.

## AC Sailing Team
2009-ben Láng Róbert megalapította az AC Sailing Teamet, azzal a céllal, hogy RC 44-es hajójával részt vegyenek a vitorlázás Forma 1-ének is tekintett RC 44-es versenysorozatban.